# Controllo del traffico aereo
Il controllo del traffico aereo (ATC - Air Traffic Control) è quell'insieme di regole ed organismi che contribuiscono a mantenere sicuro, spedito e ordinato il flusso di traffico degli aeromobili al suolo e nei cieli di tutto il mondo attraverso l'applicazione di opportune procedure e l'utilizzo di sistemi di comunicazione e, quando disponibili, di sistemi radar di sorveglianza.

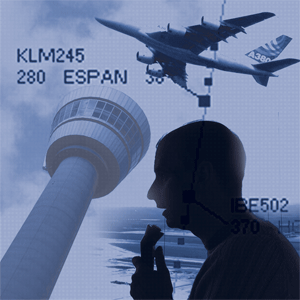
Rappresentazione artistica del controllo del traffico aereo

## Descrizione

### Obiettivi
Gli obiettivi del controllo del traffico aereo sono:
- prevenire le collisioni tra aeromobili sia in volo che a terra;
- prevenire le collisioni tra aeromobili ed ostacoli presenti nelle aree di manovra degli aeroporti;
- rendere spedito e mantenere ordinato il flusso del traffico aereo;
- fornire consigli ed informazioni utili per una sicura ed efficiente condotta dei voli;
- notificare agli appropriati enti notizie ed informazioni riguardanti aeromobili che necessitano del servizio di ricerca e soccorso ed assistere tali enti come richiesto.

### Ambiti
Il servizio di controllo del traffico aereo deve essere fornito:
- a tutti i voli IFR negli spazi aerei di classe A, B, C, D, E;
- a tutti i voli VFR negli spazi aerei di classe B, C, D;
- a tutto il traffico d'aeroporto sugli aeroporti controllati.

In Italia, gli enti che erogano i servizi di controllo del traffico aereo sono l'ENAV e l'Aeronautica Militare.

## Enti ATC
Il servizio comprende le seguenti funzioni:
- servizio di controllo d'aeroporto, fornito da una torre di controllo;
- servizio di controllo d'avvicinamento, fornito da un controllo di avvicinamento quando è necessario o preferibile istituire un ente separato, altrimenti fornito da una torre di controllo, o da un centro di controllo d'area (ACC) quando è necessario o preferibile riunire sotto la responsabilità di un unico ente le funzioni di servizio di controllo di avvicinamento con quelle del servizio di controllo d'aeroporto o con quelle del servizio di controllo d'area;
- servizio di controllo d'area, fornito da un ACC o dall'ente che fornisce il servizio di controllo di avvicinamento durante la navigazione oppure l'avvicinamento in una zona di controllo, o in una area di controllo di limitata estensione, designata per la fornitura del Servizio di controllo di avvicinamento e dove non è istituito un ACC.

### Controllo d'area
Il controllo d'area guida e assiste la navigazione degli aeromobili nella fase di crociera, normalmente ad alta quota.
I controllori d'area lavorano nei centri di controllo d'area (ACC - Area Control Center), detti comunemente sale radar. L'Italia ha quattro ACC: Milano ACC, Padova ACC, Roma ACC e Brindisi ACC. Essi gestiscono il traffico nelle tre regioni di informazioni volo, nelle quattro aree terminali e nelle rotte ATS presenti nello spazio aereo nazionale.
Gli ACC gestiscono grandi porzioni di spazio aereo; per rendere ciò possibile, questo spazio aereo viene diviso in settori, coerenti con i flussi di traffico prevalenti.

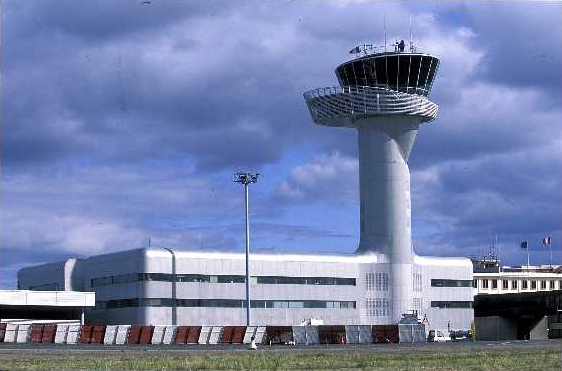
Aeroporto di Bordeaux Mérignac (bod)

### Controllo di torre e avvicinamento
Il controllo di torre e avvicinamento comprende invece la gestione del traffico (aeromobili e veicoli) sull'area di manovra di un aeroporto e degli aeromobili in volo nelle immediate vicinanze di esso, in genere entro un raggio che si può estendere fino a 30 miglia nautiche (56 km) dall'aeroporto in senso orizzontale e fino a 10.000 piedi di quota (circa 3.050 m). I controllori di torre lavorano in strutture chiamate torri di controllo e gestiscono il traffico prevalentemente a vista, anche se, per una maggiore sicurezza, è in costante aumento la presenza dei radar di aerodromo e dei radar per i movimenti al suolo.
Normalmente gli aeromobili contattano la torre di controllo poco prima dell'atterraggio e vengono da essa trasferiti al controllo di avvicinamento subito dopo il decollo, o nel caso di un mancato avvicinamento. In queste situazioni è d'uso anche il radar secondario di sorveglianza.
I controllori di avvicinamento guidano gli aeromobili dalla fase in rotta fino all'ultima fase dell'avvicinamento e li portano in rotta subito dopo la partenza. Essi utilizzano normalmente un radar di avvicinamento, anche se esistono controlli di avvicinamento non ancora radarizzati, che lavorano con le tecniche del controllo procedurale.
Il controllo di avvicinamento può essere ubicato anch'esso sulla torre di controllo dell'aeroporto in questione (come Reggio Calabria Avvicinamento per l'aeroporto di Reggio Calabria), oppure può trovarsi altrove, in un edificio dedicato (come Bologna Avvicinamento, che gestisce i voli da/per gli aeroporti civili di Bologna-Borgo Panigale, Forlì, Rimini-Miramare e l'aeroporto militare di Cervia).
Ci sono poi aeroporti la cui mole di traffico è tale da non consentire le normali sequenze di controllo "area-avvicinamento-torre" e "torre-avvicinamento-area". In questi casi viene creato uno apposito spazio aereo controllato, chiamato area terminale, e il controllo degli aeromobili da e per questi grandi scali è affidato a specifici settori (detti settori arrivi e partenze) dei centri di controllo d'area. Milano ACC ad esempio fornisce il controllo di avvicinamento ai voli da e per gli aeroporti di Milano-Malpensa, Milano-Linate, Bergamo-Orio al Serio e Verona-Villafranca.

### Funzioni degli enti ATC
Allo scopo di assicurare il servizio di controllo del traffico aereo, un ente ATC deve:
- disporre di informazioni sul movimento previsto di ogni volo, o variazioni ad esso, e di informazioni aggiornate sullo sviluppo di ciascun volo;
- determinare, dalle informazioni ricevute, le relative posizioni di aeromobili conosciuti l'uno rispetto all'altro;
- emettere autorizzazioni e informazioni allo scopo di prevenire le collisioni fra aeromobili sotto il proprio controllo e allo scopo di accelerare e mantenere un ordinato flusso di traffico aereo;
- coordinare le autorizzazioni come necessario con gli altri enti ogni qualvolta un aeromobile potrebbe entrare in conflitto con il traffico che opera sotto il controllo di tali enti, e prima di trasferire il controllo di un aeromobile a tali altri enti.

Informazioni sui movimenti degli aeromobili, insieme ad una registrazione delle autorizzazioni ATC rilasciate, devono essere presentate in modo tale da permettere una pronta analisi, allo scopo di mantenere un efficiente flusso di traffico aereo garantendo l'adeguata separazione ATC tra aeromobili.

## Norme
I piloti e i controllori del traffico aereo (spesso genericamente chiamati "controllori di volo") si affidano a regole internazionali, stabilite dall'Organizzazione internazionale dell'aviazione civile (ICAO).
Ogni Stato deve avere un ente che detti le norme nazionali (il Regulator) e un ente che fornisca i servizi del traffico aereo (l'Air Navigation Service Provider - ANSP).
Negli Stati Uniti d'America la Federal Aviation Administration (FAA) è incaricata sia dei compiti del Regulator che dei compiti di ANSP, mentre in Europa la regolamentazione comunitaria ha stabilito che i due enti debbano essere distinti ed autonomi.
In Italia il Regulator è l'Ente nazionale per l'aviazione civile (ENAC), su delega del Ministero delle Infrastrutture e dei Trasporti, mentre i due ANSP sono ENAV e Aeronautica Militare Italiana, che operano in stretto coordinamento tra loro, ciascuno gestendo i servizi del traffico aereo all'interno degli spazi aerei e sugli aeroporti di propria competenza, così come previsto dalla legge (DPR 484/81).
Per rendere capillare la fornitura dei servizi del traffico aereo, lo spazio aereo nazionale è diviso in tanti spicchi, ciascuno dei quali è classificato in modo logico secondo la Classificazione degli Spazi Aerei prevista dall'ICAO.
Una grande suddivisione è tra spazi aerei controllati e spazi aerei non controllati.
I piloti hanno l'obbligo di conformarsi alle autorizzazioni e alle istruzioni dei controllori del traffico aereo quando si trovano all'interno di uno spazio aereo controllato.

## Simulazione
Esistono alcuni network che permettono la simulazione del controllo del traffico aereo:
- IVAO
- INTVAS
- VATSIM
- EURINFO
- AMVI - Aeronautica Militare Virtuale Italiana